# Nunatak Kogot’
Nunatak Kogot’ (englische Transkription von russisch Нунатак Коготь ‚Klauennunatak‘) ist ein Nunatak im ostantarktischen Mac-Robertson-Land. Er ragt südwestlich des Mount Rubin im südlichen Teil der Prince Charles Mountains auf.
Russische Wissenschaftler benannten ihn deskriptiv.